# 蘇聯民航721號班機空難
蘇聯民航721號班機是一班由莫斯科經克拉斯諾亞爾斯克、哈巴羅夫斯克飛往南薩哈林斯克的蘇聯國內定期航班。1964年9月2日，一架伊爾-18執行此班機，在南薩哈林斯克機場降落時撞山墜毀，導致機上93人中87人遇難。該事件當時為涉及伊爾-18的最嚴重事故。

## 涉事航機
此次墜毀的伊爾-18V於1963年製造，生產序列號為183006904，註冊編號為CCCP-75531，事發時已累計飛行1269小時，並完成358個起降。

## 事故經過
721號班機由莫斯科飛往南薩哈林斯克，當晚在接近南薩哈林斯克時，機組人員請求直接進近，而不是按照標準程序進近，這一請求得到允許。但飛機在下降時，在約2000英呎高處撞上一座山的側面，9名機組人員全部遇難，78名乘客同時遇難，僅6人倖存。
該事故的官方報告指出機師失誤和航行計劃問題引發了這起事故。機組人員並沒有完全了解南薩哈林斯克機場的進近條件，從而使飛機墜毀。

## 其他
此事故為1964年最嚴重的航空事故。事發後34年（1998年9月2日），瑞士航空111號班機空難在加拿大發生，造成229人遇難，成為1998年最嚴重的航空事故。